# Kedungdawa (Kedawung)
Kedungdawa is een bestuurslaag in het regentschap Cirebon van de provincie West-Java, Indonesië. Kedungdawa telt 6211 inwoners (volkstelling 2010).